# Cúmulo abierto M41
Messier 41, también conocido como M 41 o NGC 2287, es un cúmulo abierto en la constelación de Canis Major. Fue descubierto por Giovanni Batista Hodierna antes de 1654 y redescubierto de forma independiente por Guillaume Le Gentil en 1749. Fue quizá conocido por Aristóteles alrededor de 325 a. C.
M41 se encuentra unos 4 grados al sur de Sirio y contiene unas 100 estrellas de magnitud comprendida entre 7 y 10. Entre estas hay varias gigantes rojas, siendo HD 49091 la más brillante con magnitud +6,9; de tipo espectral K3, se encuentra situada cerca de su centro. Se estima que el cúmulo se aleja de nosotros a unos 23,3 km/s. M41 tiene un diámetro entre 25 y 26 años luz, con una edad estimada entre 190 y 240 millones de años.

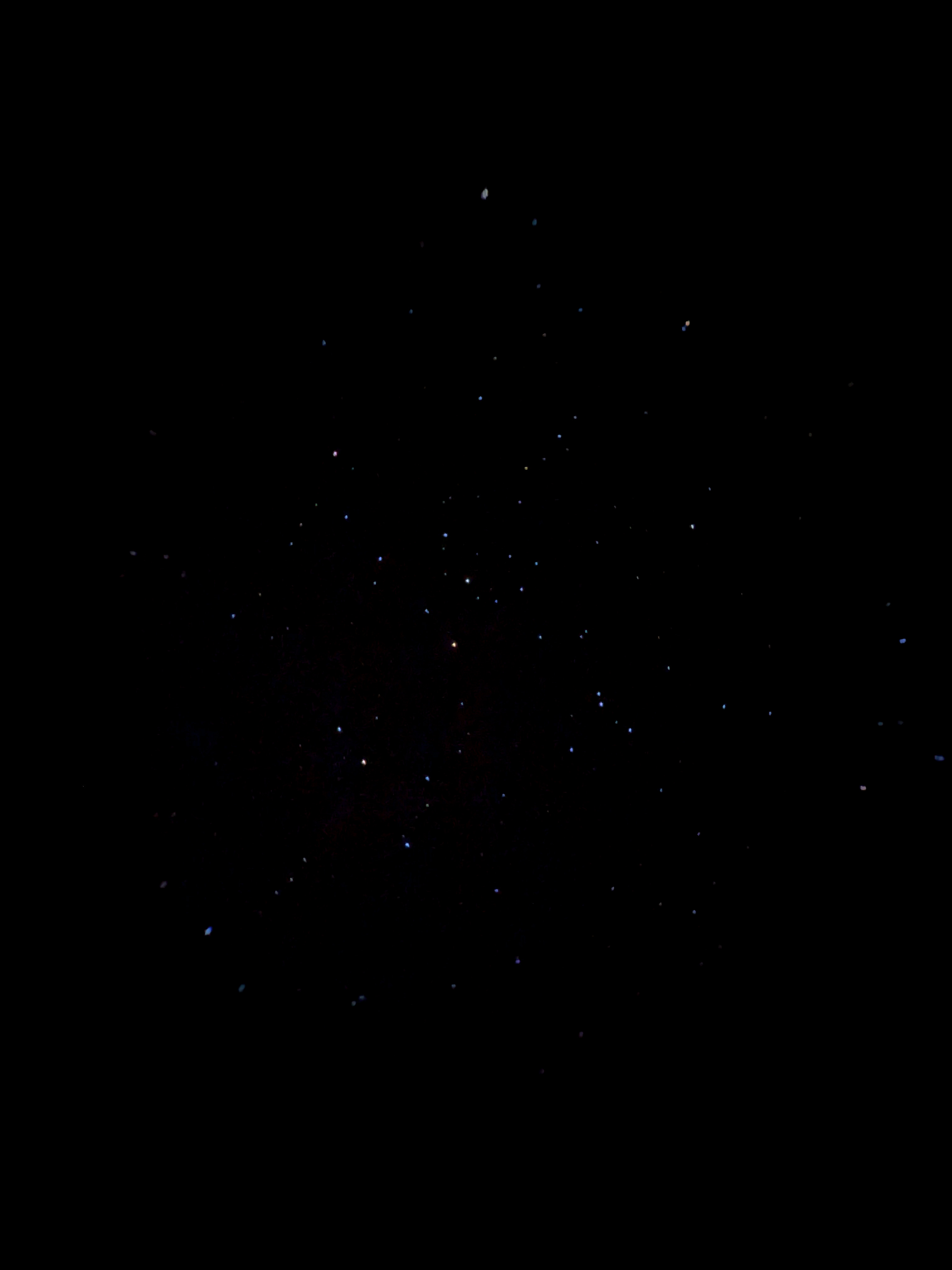
Cúmulo abierto M41 tomada desde un telescopio Dobson de 12 pulgadas en Viña del Mar